# Vyšehrad (seriál)
Vyšehrad je český seriál internetové televize Obbod TV z let 2016–2017. Hlavním hrdinou je fotbalista Julius „Lavi“ Lavický, který je velmi talentovaný, ale je kvůli špatné životosprávě a večírkům vyhozen z prvoligového klubu AC Sparta Praha a je nucen hrát za FK Slavoj Vyšehrad.
Tvůrce seriálu podle vlastních slov inspirovala řada fotbalových průšvihářů – např. Mario Balotelli, David Limberský, Martin Fenin či Milan Petržela. Řada fotbalistů si pak v seriálu i zahrála – např. Lukáš Vácha, Roman Bednář, Jan Rajnoch a Radek Sňozík. Hráče Vyšehradu představují skuteční fotbalisté Slavoje Vyšehrad.
Seriál se stal tak populárním, že existuje i vlastní Laviho kolekce oblečení – JL10, jako mají velké zahraniční fotbalové hvězdy. Herec Jakub Štáfek dokonce dostal možnost zahrát si za skutečný třetiligový Vyšehrad, proti FK Loko Vltavín však branku nevstřelil.
Od 29. června 2018 do 31. prosince 2018 byl seriál dostupný na internetové televizi Stream.cz.
Sestřihem seriálu a doplněním nových scén vznikl celovečerní film Vyšehrad: Seryjál, který byl do kin uveden v roce 2021. Roku 2022 jej následoval snímek Vyšehrad Fylm, jenž je volným pokračováním seriálu.

## Obsazení
| Jakub Štáfek                                         | Julius „Lavi“ Lavický                     |
| Jakub Prachař (1.-5. díl) Jaromír Nosek (6.-10. díl) | Jarda Mizina, Laviho agent                |
| Ondřej Pavelka                                       | Pavel Král, předseda FK Slavoj Vyšehrad   |
| Jiří Ployhar                                         | Michal Žloutek, trenér FK Slavoj Vyšehrad |
| Jakub Štefek                                         | kapitán FK Slavoj Vyšehrad                |
| Tomáš Měcháček                                       | policista                                 |
| Monika Timková                                       | reportérka                                |
| Sandra Nováková                                      | Laviho „přítelkyně“, prostitutka          |
| Michaela Tomešová                                    | „uklízečka“ Máša                          |
| Šárka Vaculíková                                     | Lucie, Jardova sestra a Laviho přítelkyně |
| Martin Hofmann                                       | sázkařský „mafián“                        |
| Lukáš Vácha                                          | sám sebe                                  |
| Roman Bednář                                         | sám sebe                                  |
| Jan Rajnoch                                          | sám sebe                                  |
| Radek Sňozík                                         | sám sebe                                  |
| Tomáš Řepka                                          | sám sebe                                  |
| Jan Weber                                            | sám sebe                                  |
| Petr Svěcený                                         | sám sebe                                  |
| Ladislav Vízek                                       | sám sebe                                  |
| Lukáš Zelenka                                        | sám sebe                                  |
| Luděk Zelenka                                        | sám sebe                                  |
| Aneta Krejčíková                                     | Tereza Galdová, přítelkyně Milana Škody   |

## Seznam dílů
| Č. v seriálu | Č. v řadě | Původní název | Režie                     | Scénář                    | Datum premiéry    |
| ------------ | --------- | ------------- | ------------------------- | ------------------------- | ----------------- |
| 1            | 1         | Rovina        | Jakub Štáfek              | Tomáš Vávra               | 12. října 2016    |
| 2            | 2         | Zápisné       | Martin Kopp, Jakub Štáfek | Petr Kolečko, Tomáš Vávra | 1. prosince 2016  |
| 3            | 3         | Roman         | Martin Kopp, Jakub Štáfek | Petr Kolečko, Tomáš Vávra | 22. prosince 2016 |
| 4            | 4         | Kabelka       | Martin Kopp, Jakub Štáfek | Petr Kolečko, Tomáš Vávra | 28. prosince 2016 |
| 5            | 5         | Škodovka      | Martin Kopp, Jakub Štáfek | Petr Kolečko, Tomáš Vávra | 17. ledna 2017    |
| 6            | 6         | Charita       | Martin Kopp, Jakub Štáfek | Petr Kolečko, Tomáš Vávra | 10. května 2017   |
| 7            | 7         | Máma          | Martin Kopp, Jakub Štáfek | Petr Kolečko, Tomáš Vávra | 17. května 2017   |
| 8            | 8         | Beďar         | Martin Kopp, Jakub Štáfek | Petr Kolečko, Tomáš Vávra | 24. května 2017   |
| 9            | 9         | Zázemí        | Martin Kopp, Jakub Štáfek | Petr Kolečko, Tomáš Vávra | 31. května 2017   |
| 10           | 10        | Zápas         | Martin Kopp, Jakub Štáfek | Petr Kolečko, Tomáš Vávra | 7. června 2017    |

## Recenze
- Milan Rozšafný, TVZone.cz [3]